# Mamoritai: White Wishes
Mamoritai: White Wishes (まもりたい ～White Wishes～) è un singolo della cantante sudcoreana BoA, pubblicato nel 2009.

## Tracce
CD
1. Mamoritai (White Wishes) – 3:33 (testo: Mizue – musica: Hiroo Yamaguchi)
2. The End Soshite And... – 5:53 (testo: BoA – musica: BoA)
3. Bump Bump! feat. Verbal(M-Flo) KOZM・Mix (Bonus Track) – 4:05 (testo: Verbal – musica: Verbal)
4. Mamoritai (White Wishes) (Instrumental) – 3:33 (testo: Mizue – musica: Hiroo Yamaguchi)
5. The End Soshite And... (Instrumental) – 5:53 (testo: BoA – musica: BoA)

DVD
1. Mamoritai (White Wishes) (Music Video)
2. Mamoritai (White Wishes) (Making Clip) ~ (First Press CD+DVD Bonus Video)